# Aedes
Aedes Meigen, 1818 è un genere di insetti appartenenti alla famiglia Culicidae, collettivamente indicati con il nome volgare di zanzara tigre (nome che in senso stretto si riferisce alla sola specie A. albopictus).
Questo genere comprende numerose specie di origine tropicale che si sono diffuse, in seguito a trasporti involontari, nelle zone temperate.

## Descrizione
Questo genere di zanzare presenta normalmente una tipica colorazione a righe bianche e nere (da cui il nome volgare).
Molte specie di Aedes possono essere scambiate a prima vista con Culiseta annulata, che pure presenta fasce alternate bianche e nere.

## Biologia
Il genere Aedes è uno dei pochi che utilizza un supporto umido, e non la sola acqua, per la crescita delle larve.
Questo genere è anche noto poiché potenziale vettore di numerose patologie virali (arbovirosi), fra le quali ricordiamo la febbre dengue, la febbre gialla, l'infezione da virus Zika e la febbre chikungunya.

## Tassonomia

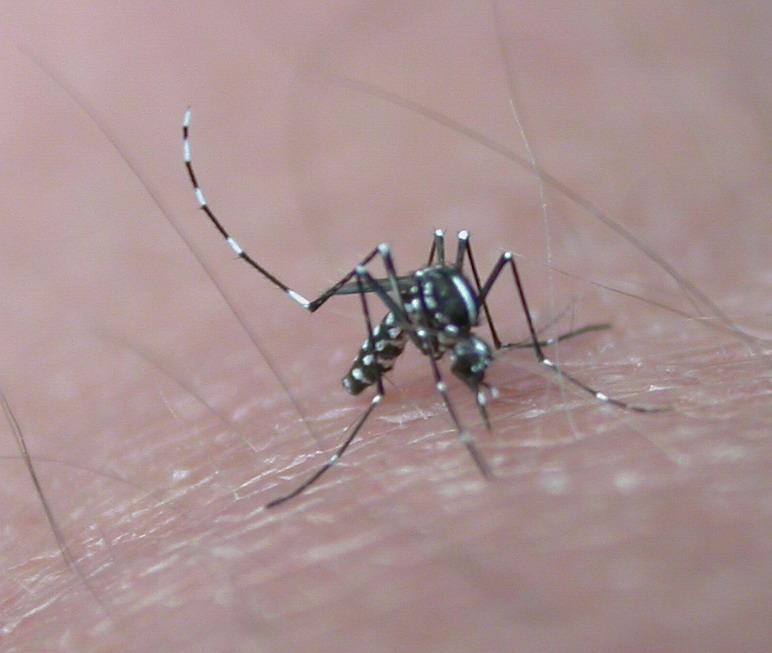
Aedes albopictus

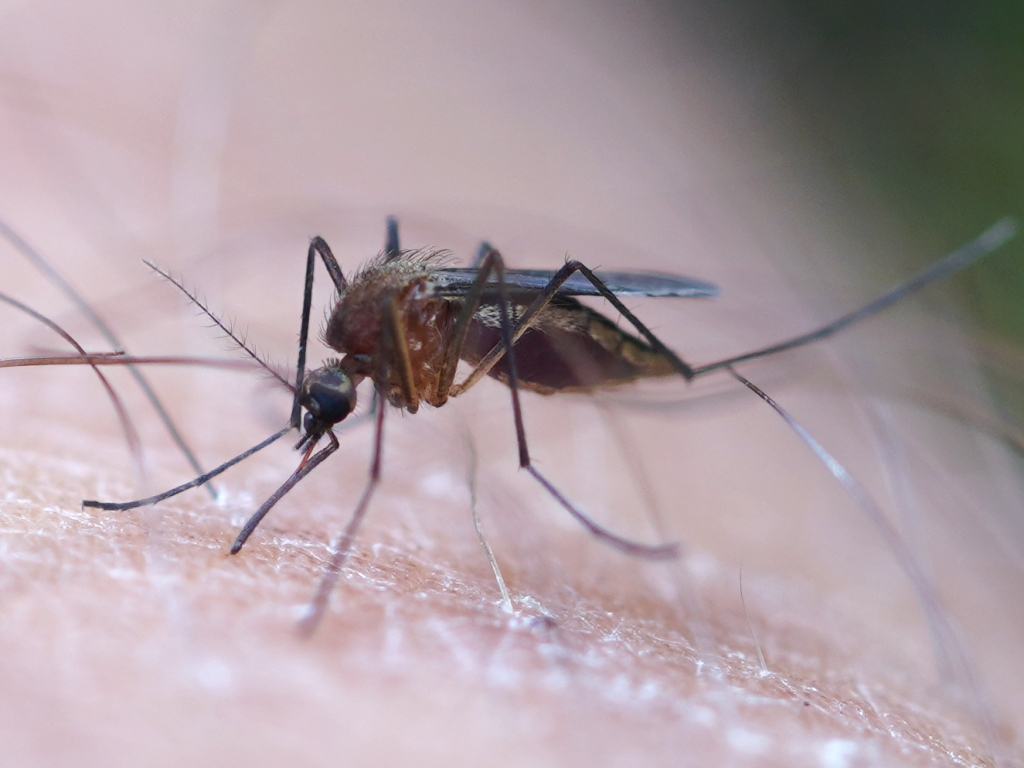
Aedes cinereus

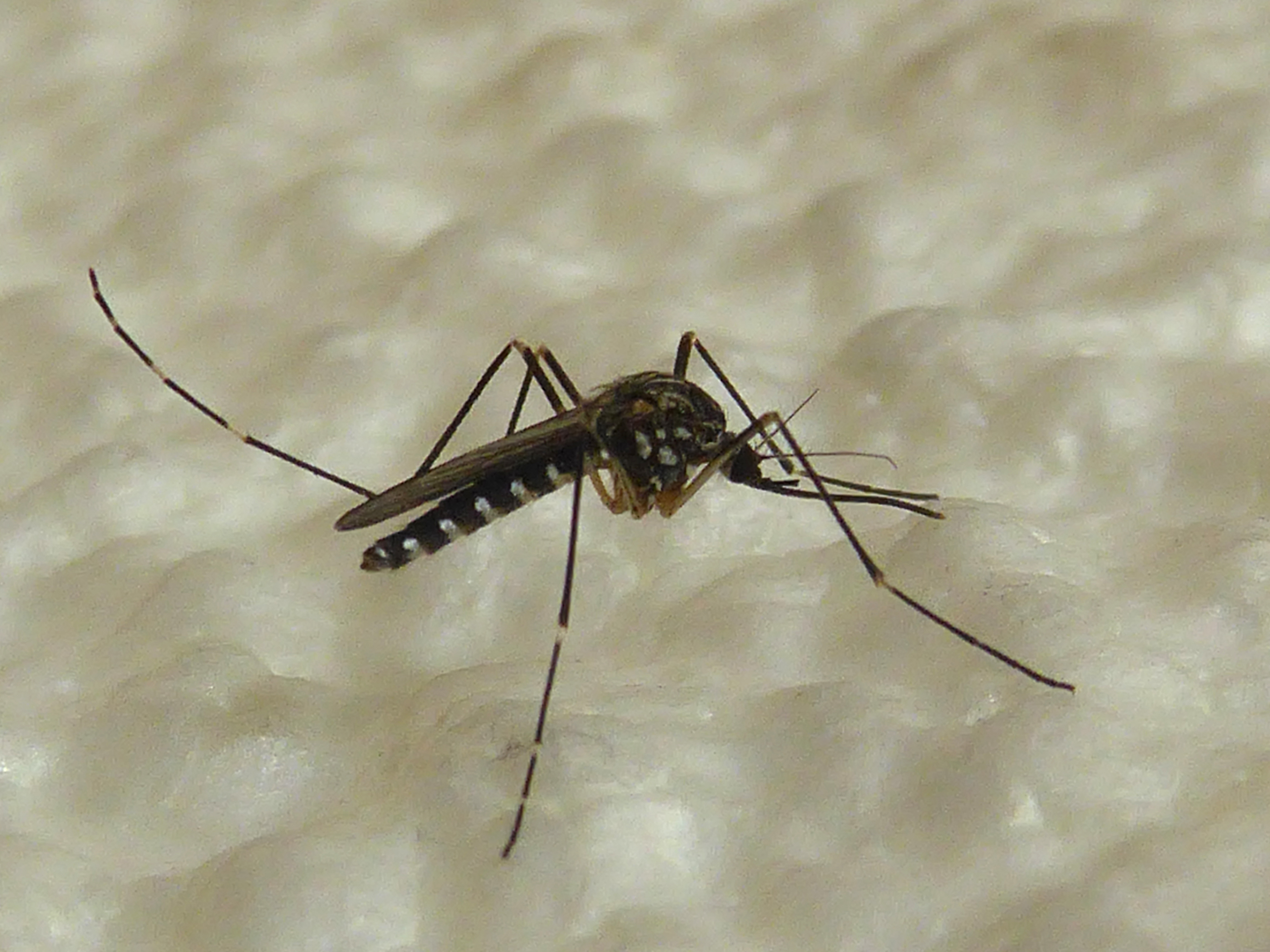
Aedes koreicus

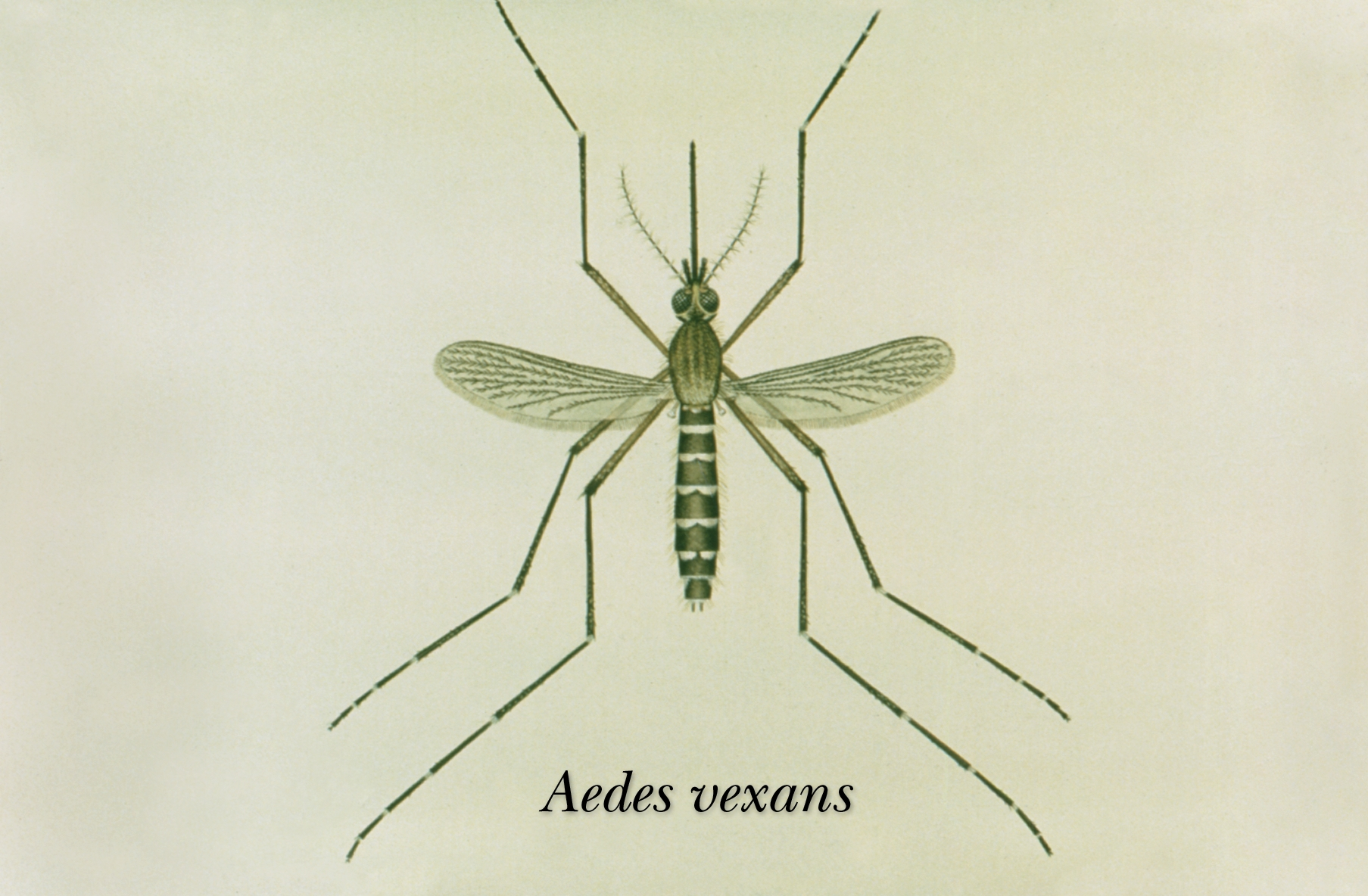
Aedes vexans

Il genere Aedes comprende circa 1000 specie, raggruppate in un consistente numero di sottogeneri.
In Italia sono presenti (benché in maggioranza non indigeni) i seguenti sottogeneri e le seguenti specie (26):
- Sottogenere Aedes Acartomyia
  - Aedes mariae
  - Aedes zammitii
- Sottogenere Aedes Aedes
  - Aedes cinereus
  - Aedes geminus
- Sottogenere Aedes Aedimorphus
  - Aedes vexans (indigena in Europa)[9]
- Sottogenere Aedes Dahliana
  - Aedes echinus
- Sottogenere Aedes Fredwardsius
  - Aedes vittatus
- Sottogenere Aedes Georgecraigius
  - Aedes atropalpus
- Sottogenere Aedes Hulecoeteomyia
  - Aedes koreicus
- Sottogenere Aedes Ochlerotatus
  - Aedes annulipes
  - Aedes berlandi
  - Aedes cantans
  - Aedes caspius
  - Aedes cataphylla
  - Aedes communis
  - Aedes detritus
  - Aedes dorsalis
  - Aedes pulcritarsis
  - Aedes pullatus
  - Aedes punctor
  - Aedes sticticus
  - Aedes surcoufi
- Sottogenere Aedes Rusticoidus
  - Aedes refiki
  - Aedes rusticus
- Sottogenere Aedes Stegomyia
  - Aedes aegypti
  - Aedes albopictus

L'Organizzazione mondiale della sanità invece nel suo rapporto aggiornato al 2018, concentrato sulle specie più pericolose dal punto di vista medico, indica la presenza in Italia delle specie A. albopictus (tutta Italia), nonché A. japonicus e A. koreicus (solo in alcune località del Norditalia), mentre dichiara assenti A. aegypti, A. triseriatus e A. atropalpus (almeno in maniera stabile).